# PBCOM Tower
PBCOM Tower é um dos arranha-céus mais altos do mundo, com 259 metros (848 ft). Edificado na cidade de Makati, Filipinas, foi concluído em 2000 com 55 andares.